# Horn (Niederösterreich)
Horn ist eine Bezirkshauptstadt im gleichnamigen Bezirk Horn im östlichen Waldviertel in Niederösterreich mit 6492 Einwohnern (Stand 1. Jänner 2025).

## Geografie
Horn liegt im östlichen Randbereich des Waldviertels im klimatisch begünstigten Horner Becken. Die Stadt wird von der Taffa durchflossen, in die im Ortsgebiet der Mödringerbach von Norden her einmündet.

### Gemeindegliederung
Das Gemeindegebiet umfasst fünf Ortschaften (in Klammern Einwohnerzahl Stand 1. Jänner 2025):
- Breiteneich (371)
- Doberndorf (31)
- Horn (5488)
- Mödring (471) samt Waldschenke
- Mühlfeld (131) samt Taffatal

Die Gemeinde besteht aus den Katastralgemeinden Breiteneich, Doberndorf, Horn, Mödring und Mühlfeld.
Die Gemeinde ist Mitglied der Kleinregion Kamp-Taffatal.
In Horn finden zwei Postleitzahlen Verwendung. Horn, Breiteneich und Mödring haben die Postleitzahl 3580, Doberndorf die Postleitzahl 3751.

### Nachbargemeinden
|                            | Pernegg                                     | Sigmundsherberg |
| Sankt Bernhard-Frauenhofen | Kompassrose, die auf Nachbargemeinden zeigt | Meiseldorf      |
| Altenburg                  | Rosenburg-Mold                              |                 |

## Geschichte

### Urzeit bis Altertum
Die ältesten gesicherten Nachweise für menschliche Anwesenheit stammen aus der letzten Kaltzeit und gehören zeitlich und kulturell in das Aurignacien. Vor rund 30.000 Jahren lagerten Menschen am linken Taffatalabbruch im heutigen Westteil der Stadt. Überkommen sind eine Feuerstelle, Knochenbruchstücke von Jagdtieren (Mammut, Rentier, Wildpferd) sowie zahlreiche Werkzeugartefakte aus Stein. Vor rund 12.000 Jahren lebten auf einer Anhöhe (Flur Galgenberg) östlich der Stadt Menschen der ausgehenden Altsteinzeit. An kulturellen Überresten sind kleingerätige Steinartefakte nachgewiesen. Die ältesten bisher bekannt gewordenen bäuerlichen Siedlungen aus der Zeit um 5000 v. Chr. konnten in den Fluren „Spitzteich“ und „Molder Feld“ lokalisiert werden. Typisch verzierte Gefäßreste der Notenkopfkeramik und Grünsteinartefakte (Schuhleistenkeile und Lochbeile) wurden gefunden. Eine Siedlung der frühen Lengyel-Kultur bestand um 4500 vor Chr. auf dem Stephansberg, wie rot und gelb bemalte und ritzverzierte Gefäßreste, Löffelfragmente, ein Flachbeil und ein halbes Lochbeil erkennen lassen. Eine bedeutende Siedlung der späten Lengyelkultur existierte in der Flur „Auf der Haid“. Diese Siedlungsfläche war auch in der folgenden Jordansmühlkultur belegt.
Kupferzeitliche Zeugnisse sind nur in ganz wenigen Belegen aufzuzählen. Hierher gehören von der Flur „Spitzteich“ eine verzierte Scherbe der Laibach-Vucedol-Kultur und ein Bruchstück eines Glockenbechers mit typischer Stempelverzierung.
Über die Bronzezeit des Horner Bodens ab etwa 2200 vor Chr. Geburt ist bisher noch relativ wenig bekannt. Umfangreiche Siedlungsreste der mittleren Bronzezeit wurden in der Flur „Spitzteich“ aufgefunden. Die späte Bronzezeit, die Zeit ab etwa 1250 v. Chr. ist durch ein Gräberfeld und eine Siedlung vertreten. Vierzig Brandgräber mit ärmlichem Inventar und wenige Bronzeobjekte erlauben eine Datierung in die Stufe Hallstatt A. Die späte Urnenfelderkultur (Hallstatt B) ist durch eine Siedlung belegt (Keramikreste, Spinnwirtel, Webgewichte, Bronzesichel).
Aus dem Bereich der Flur „Spitzteich“ und der ehemaligen Ziegelei stammen zahlreiche Siedlungsgruben einer früheisenzeitlichen Siedlung aus der Zeit ab 750 v. Chr. Geburt. Die eher ärmlichen Funde lassen an eine kontinuierliche Weiterentwicklung aus der späten Bronzezeit denken. Eine bronzene Tierfibel und Keramikreste mit Kerbschnittverzierung süddeutscher Art lassen an weitreichende Kontakte (Salzhandel) denken. Ein späteisenzeitliches Gräberfeld (Gräbergruppe?) aus der mittleren bis späten Latènezeit wurde im „Unteren Breiteneicherfeld“ festgestellt. Ein Kriegergrab enthielt die typische Ausrüstung dieser Zeit (Schwert, Lanze, Schild). Eine kleine Siedlung ist durch Kammstrichware und Eisenverhüttungsreste für die Flur „Spitzteich“ belegt.
Aus der nachchristlichen Zeit sind eine Augenfibel vom Galgenberg (Streufund aus dem ersten nachchristlichen Jahrhundert) und germanische Siedlungsreste des zweiten bis dritten Jahrhunderts von den Fluren „Spitzteich“ und „Molder Feld“ anzuführen. Für diese Zeit ist in der Flur „Spitzteich“ eine Eisenverhüttungsanlage – wohl in Nachfolge der keltischen Tätigkeit – nachgewiesen. Diese markomannische Siedlungsphase ist die bisher letzte eindeutig nachgewiesene im Horner Raum vor der germanischen Landnahme.
In das fünfte nachchristliche Jahrhundert datieren Körperbestattungen mit Schmuck- und Keramikbeigaben (eine silbertauschierte Gürtelschnalle und gemeingermanische suebische Keramikformen). In die Mitte des 6. Jahrhunderts datieren einige stempelverzierte langobardische Gefäßreste (Flur Galgenberg).
In die Zeit des neunten bis zehnten Jahrhunderts gehören einige wellenbandverzierte Gefäßreste von der Flur „Spitzteich“, die eine deutschslawische Anwesenheit andeuten.

### Mittelalter bis Neuzeit
In die Mitte des 11. Jahrhunderts fällt die älteste überlieferte urkundliche Nennung des Ortsnamens Horn („Hornarun“). Diese Nennung bezieht sich auf die Kirchensiedlung, die im frühen 11. Jahrhundert im Nahbereich der Wehrkirche St. Stephan entstand. Keramische Funde deuten diese Siedlung an. Um 1150/1160 wurde von den Nachfolgern des Grafen Kerold auf der gegenüberliegenden Taffaseite eine Burgstadt mit Dreieckplatz angelegt. Der Ortsname geht auf den Flurnamen *ze Horn(w)arun zurück, was sich mit ‚Bei den Leuten am Horn‘ übersetzen lässt.
1282 wurde die Siedlung erstmals als Stadt bezeichnet. Vor allem im Spätmittelalter spielte Horn eine bedeutende regionale Rolle. Die Stadt war ein wichtiges Handelszentrum mit einer Maut- und Zollstätte und außerdem Sitz eines Hochgerichtes. Die historische Stadtmauer mit Wehrtürmen ist bis jetzt größtenteils erhalten geblieben.
Im späten 16. Jahrhundert entwickelte sich die Stadt zu einem Zentrum der Reformation. Der Horner Bund – begründet im Jahre 1608 – war ein Zusammenschluss der sich absondernden protestantischen Adeligen gegen den katholischen Landesfürsten Matthias. Dem für Horn bedeutendsten Vertreter der Gegenreformation, Graf Ferdinand Sigismund Kurtz von Senftenau, verdankt die Stadt die Berufung des Piaristenordens (1656), die Gründung eines Gymnasiums Schola Hornana (1657) und einer Gewerbesiedlung von dreißig Häusern der Tuchmacher und Färber (1650). Auf Graf Kurz folgte 1659 dessen Schwiegersohn Ferdinand Maximilian Graf zu Sprinzenstein (1625–1679) und ab 1679 mit dessen Schwiegersohn Leopold Karl Graf Hoyos, verh. mit der Tochter Maria Regina Gräfin Sprinzenstein (gest. 1704), die diesen verwandten Grafen Hoyos, ab 1822 Grafen Hoyos-Sprinzenstein, unter deren Ägide sich die Industrialisierung der Stadt vollzog.
Im Jahre 1732 wurde eine große Bierbrauerei errichtet, die ab etwa 1750 das weit über die Stadtgrenzen hinaus, vor allem in Wien berühmte Horner Weißbier, später auch Grünbier erzeugte.
Seit dem Jahr 1850 ist in Horn der Sitz der Bezirkshauptmannschaft. Mit der Eröffnung der Kamptalbahn erhielt Horn 1889 einen Anschluss an das Eisenbahnnetz. Im 20. Jahrhundert wurde die Stadt durch zahlreiche hier angesiedelte Schulen zur Schulstadt. Dazu kommt die Bedeutung als Garnisonsort und Sitz eines Bezirksgerichtes, wodurch in Summe sich Horn zu einem Hauptort des Waldviertels entwickelte.
Als schwärzestes Kapitel der Stadtgeschichte gilt die nationalsozialistische Zeit. Die Beteiligung an Verbrechen wie der Judenvertreibung ist nachgewiesen. Die Stadtverwaltung hat ab 1938 eindeutig Stellung bezogen, beispielsweise durch Bezeichnungen wie Adolf-Hitler-Platz (heutiger Hauptplatz und vormals Dollfuß-Platz) und Hermann-Göring-Straße (heutige Florianigasse zwischen Haupt- und Rathausplatz). Im Hof des Höbarthmuseums wurde ein Adolf-Hitler-Brunnen aufgestellt, der in veränderter Form heute noch im Hof des neuen Museums existiert. Besonders stolz war man auf die älteste Hakenkreuzdarstellung des Deutschen Reiches, ein steinzeitliches Objekt aus Mold bei Horn, die in pompöser Aufmachung durch Kreisleiter Hans-Heinz Dum und Parteimitglied Josef Höbarth museal ausgestellt wurde. Die Israelitische Kultusgemeinde Horn, 1873 gegründet, wurde im September 1938 innerhalb von 24 Stunden aufgelöst und sämtliche Juden des Bezirks Horn wurden nach Wien zwangsumgesiedelt.

siehe auch:Riedenburg (Gemeinde Horn), Wüstung

### Garnisonsstadt Horn und die Radetzky-Kaserne
Horn bemühte sich 1936 um den Bau einer Kaserne, um Garnisonsstandort zu werden. Bereits im Oktober 1937 verlegte das neuaufgestellte IV. Bataillon des „Niederösterreichischen Infanterieregiment Nr. 6 Hesser“  von Krems in die rasch erbauten Kasernengebäude. Der Beginn waren zwei Mannschaftsgebäude, ein Remisen-, ein Kommando-, ein Offizierskasino- und ein Stallgebäude. In die neue Horner Albrechtskaserne sollte ein Infanterieregiment einziehen, was aber aufgrund des „Anschlusses“ an den NS-Staat zunichtegemacht wurde. Stattdessen wurde die Garnison Horn der 44. Infanteriedivision der deutschen Wehrmacht überstellt. Zum Ende des Zweiten Weltkrieges bestand die Besatzung der Kaserne überwiegend aus Verwundeten zweier Lazarette.
Mit Kriegsende übernahm die Rote Armee das Kasernenareal und verwendete es unter anderem als Kriegsgefangenenlager. 1946 wurden die grob beschädigten Bauten von der Gendarmerieschule Niederösterreichs und dem Gendarmeriekommando übernommen. Mit der Wiedererlangung der Freiheit gemäß dem Staatsvertrag vom 15. Mai 1955 wurde 1956 ein Landwehrregiment des neu entstandenen Österreichischen Bundesheeres aus Spittal an der Drau nach Horn verlegt. Damit begannen umfangreiche Erneuerungs- und Ausbauarbeiten. Die Kaserne, die 1967 in Radetzky-Kaserne umbenannt worden war, wurde bis 1973 um ein Wirtschaftsgebäude und bis 1981 um ein Mannschaftsgebäude in Kreuzbauform sowie um Sportanlagen erweitert.
2014 sollte im Zuge eines Strukturpakets für das österreichische Bundesheer zur jährlichen Einsparung von 200 Millionen Euro unter anderem die Radetzky-Kaserne geschlossen werden. Dazu kam es jedoch nicht.

### Bevölkerungsentwicklung
| Horn: Einwohnerzahlen von 1869 bis 2025             | Horn: Einwohnerzahlen von 1869 bis 2025 | Horn: Einwohnerzahlen von 1869 bis 2025 | Horn: Einwohnerzahlen von 1869 bis 2025 | Horn: Einwohnerzahlen von 1869 bis 2025 |
| --------------------------------------------------- | --------------------------------------- | --------------------------------------- | --------------------------------------- | --------------------------------------- |
| Jahr                                                |                                         |                                         |                                         | Einwohner                               |
| 1869                                                | 1869                                    |                                         | 2.975                                   | 2.975                                   |
| 1880                                                | 1880                                    |                                         | 3.259                                   | 3.259                                   |
| 1890                                                | 1890                                    |                                         | 3.669                                   | 3.669                                   |
| 1900                                                | 1900                                    |                                         | 3.761                                   | 3.761                                   |
| 1910                                                | 1910                                    |                                         | 4.189                                   | 4.189                                   |
| 1923                                                | 1923                                    |                                         | 4.293                                   | 4.293                                   |
| 1934                                                | 1934                                    |                                         | 4.503                                   | 4.503                                   |
| 1939                                                | 1939                                    |                                         | 5.612                                   | 5.612                                   |
| 1951                                                | 1951                                    |                                         | 5.340                                   | 5.340                                   |
| 1961                                                | 1961                                    |                                         | 5.674                                   | 5.674                                   |
| 1971                                                | 1971                                    |                                         | 6.265                                   | 6.265                                   |
| 1981                                                | 1981                                    |                                         | 6.322                                   | 6.322                                   |
| 1991                                                | 1991                                    |                                         | 6.264                                   | 6.264                                   |
| 2001                                                | 2001                                    |                                         | 6.411                                   | 6.411                                   |
| 2011                                                | 2011                                    |                                         | 6.548                                   | 6.548                                   |
| 2021                                                | 2021                                    |                                         | 6.437                                   | 6.437                                   |
| 2025                                                | 2025                                    |                                         | 6.492                                   | 6.492                                   |
| Quelle(n): Statistik Austria, Gebietsstand 1.1.2021 |                                         |                                         |                                         |                                         |

## Kultur und Sehenswürdigkeiten
- Stadtbefestigung Horn
- Schloss Breiteneich

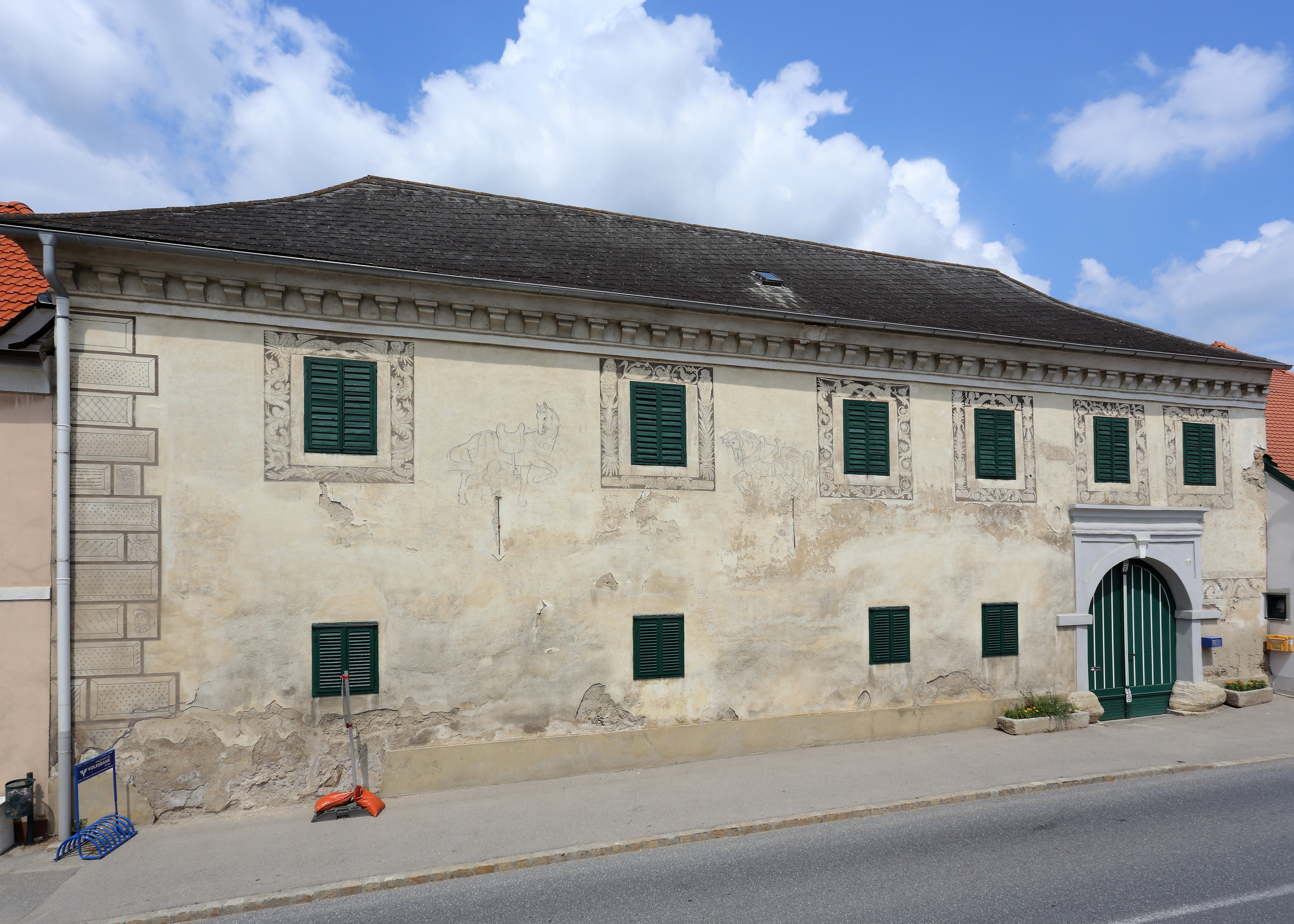
Altes Schloss Breiteneich

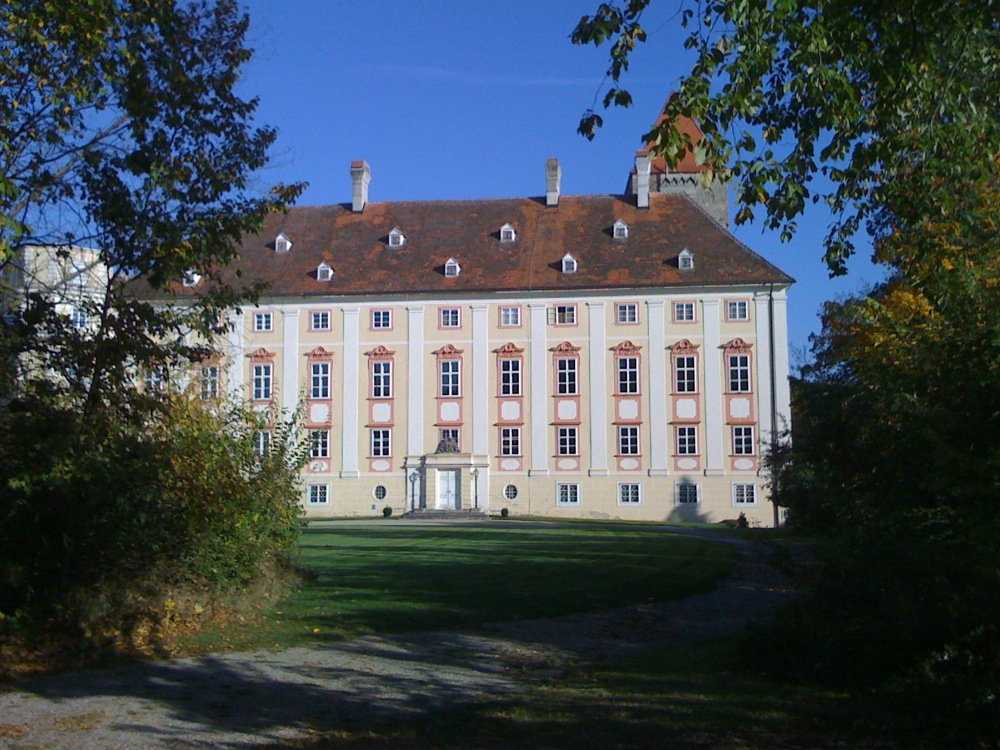
Schloss Horn

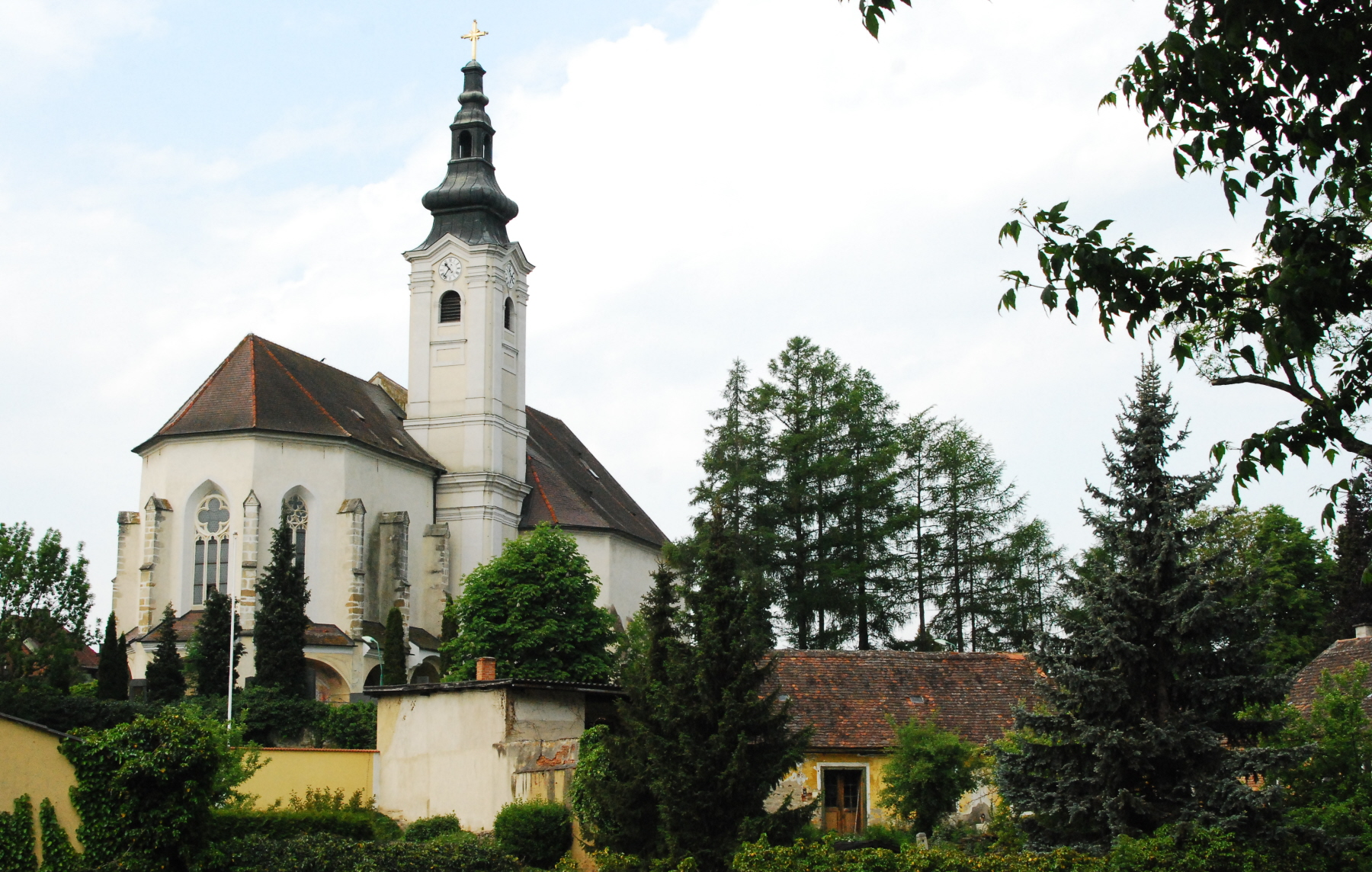
Alte Pfarrkirche St. Stephan

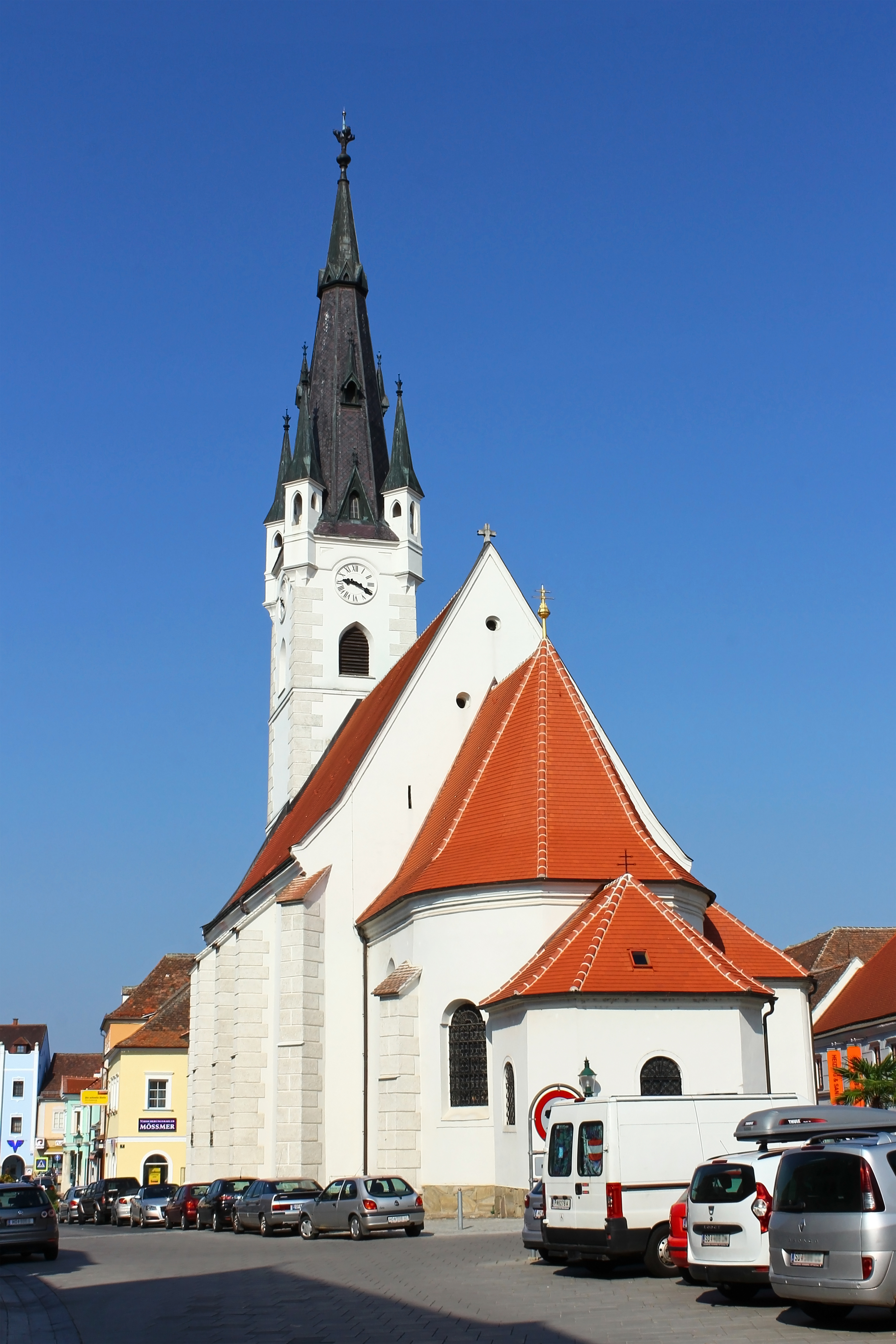
Neue Pfarrkirche St. Georg

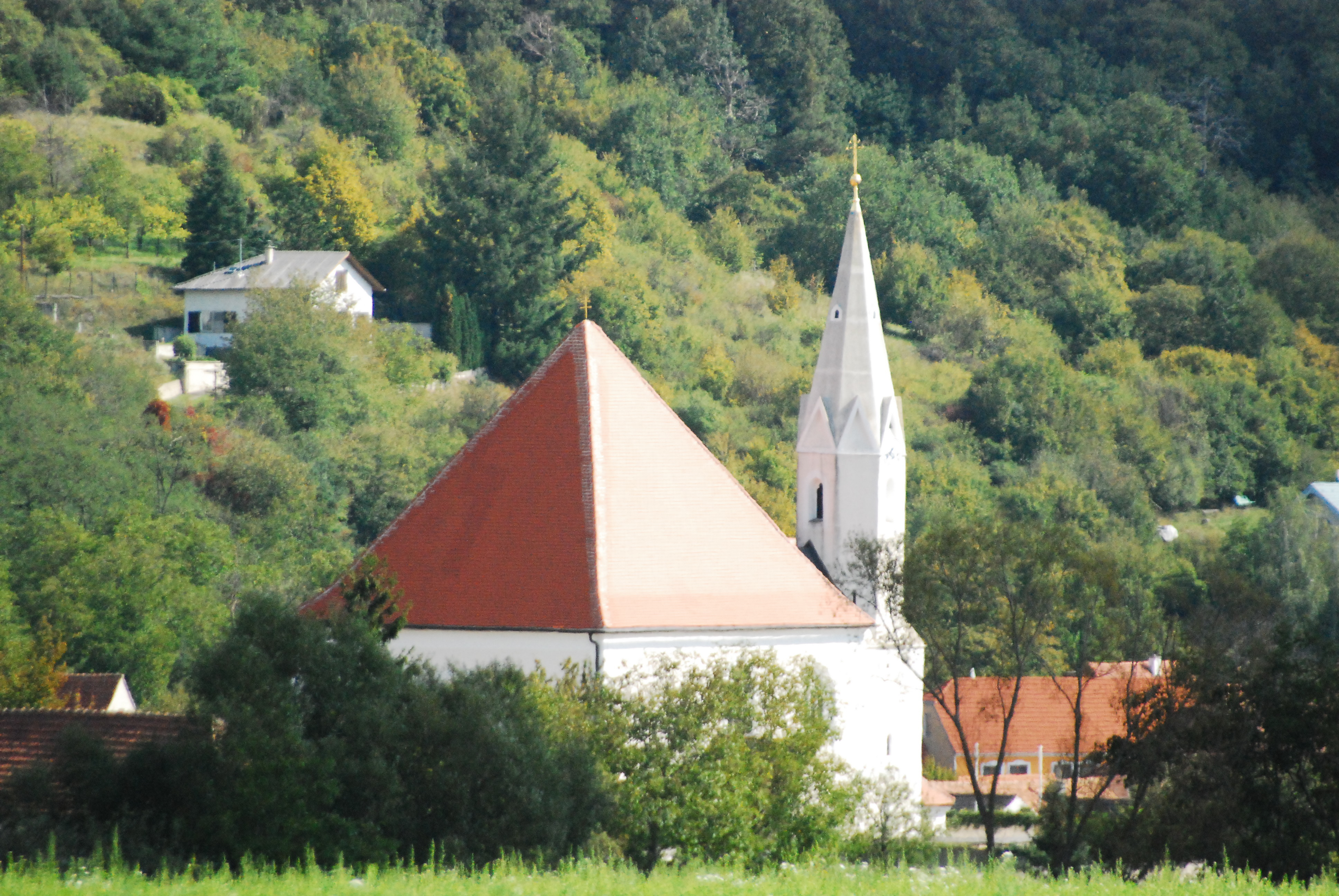
Pfarrkirche Mödring

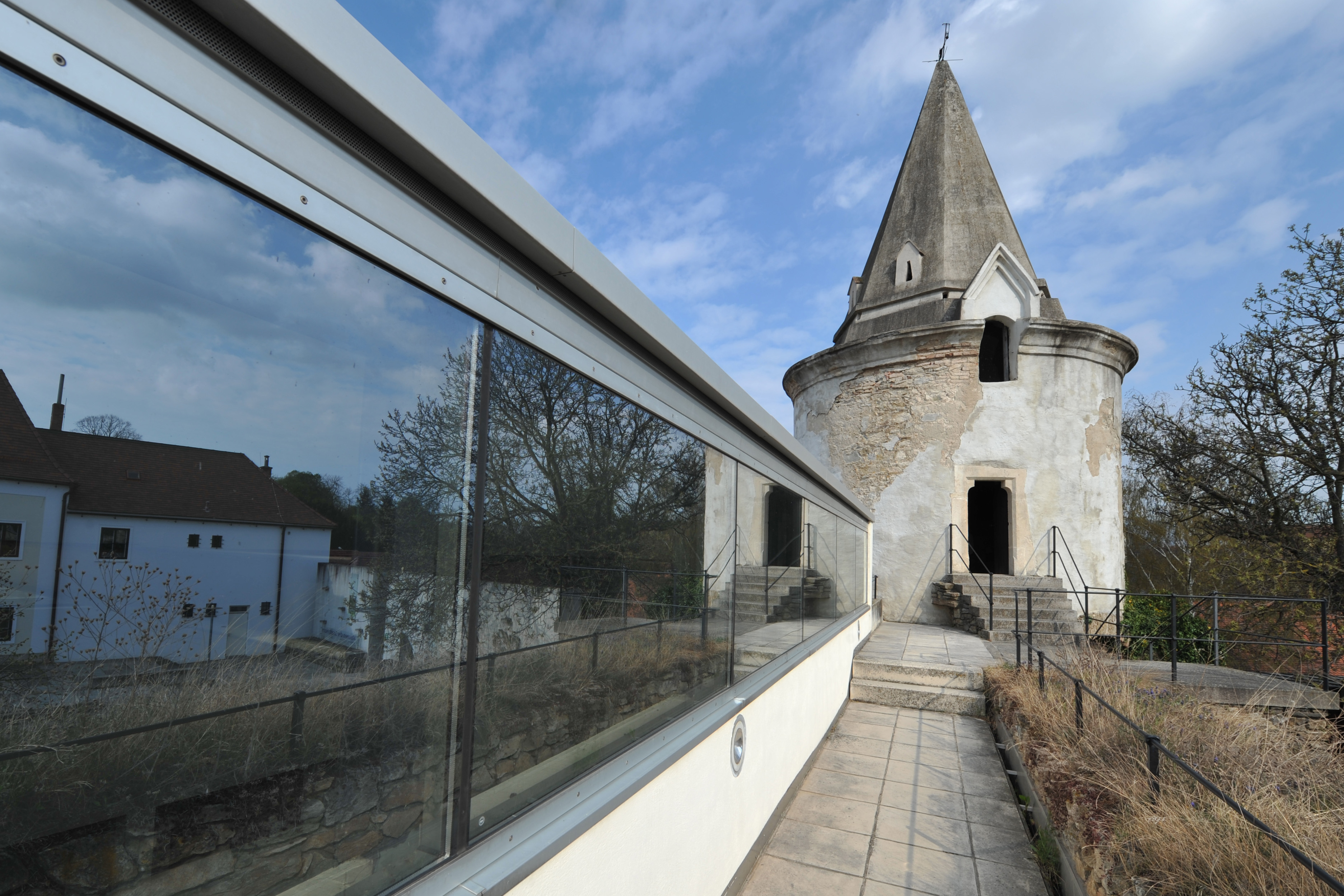
Höbarthmuseum

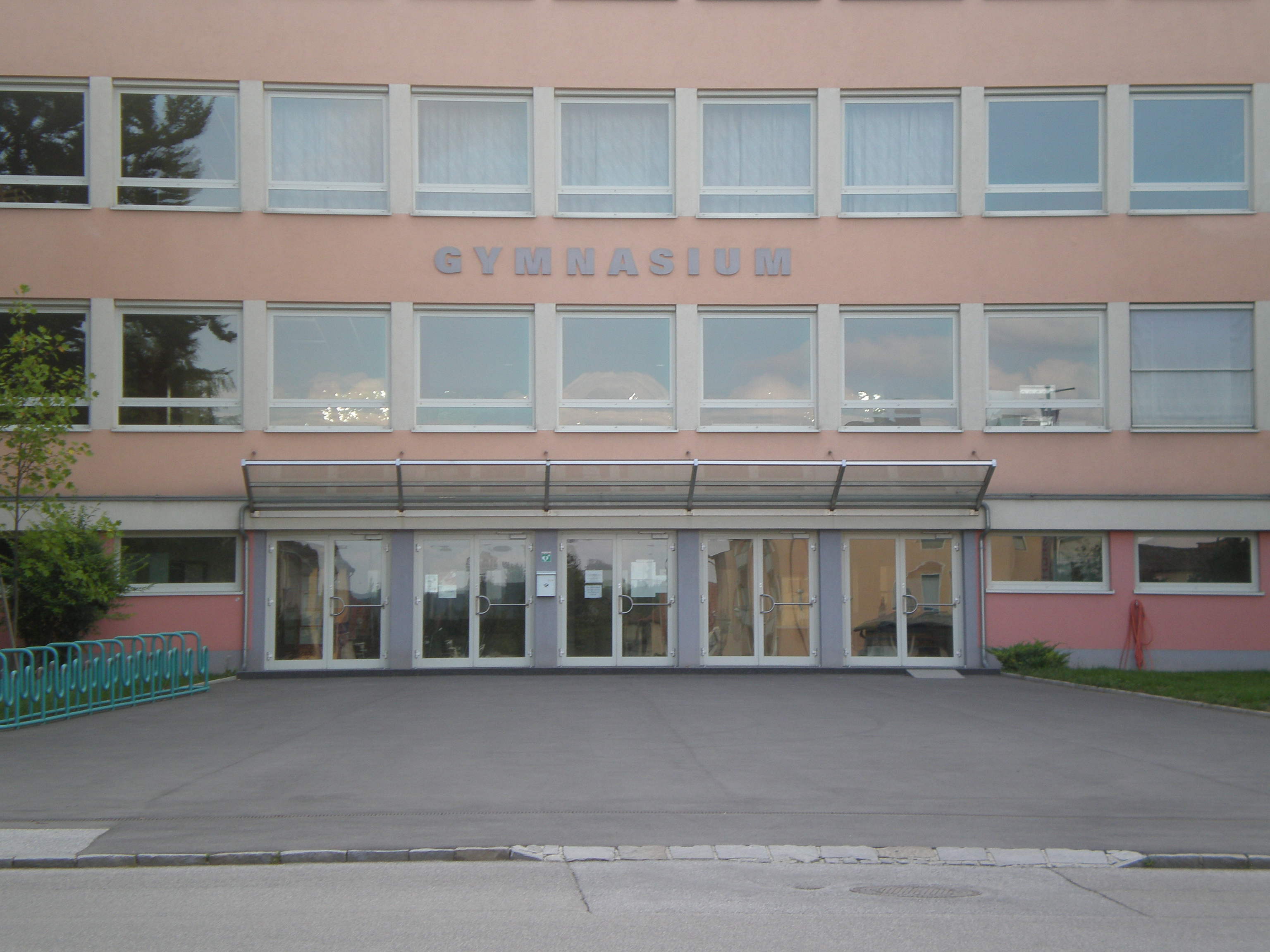
Gymnasium Horn

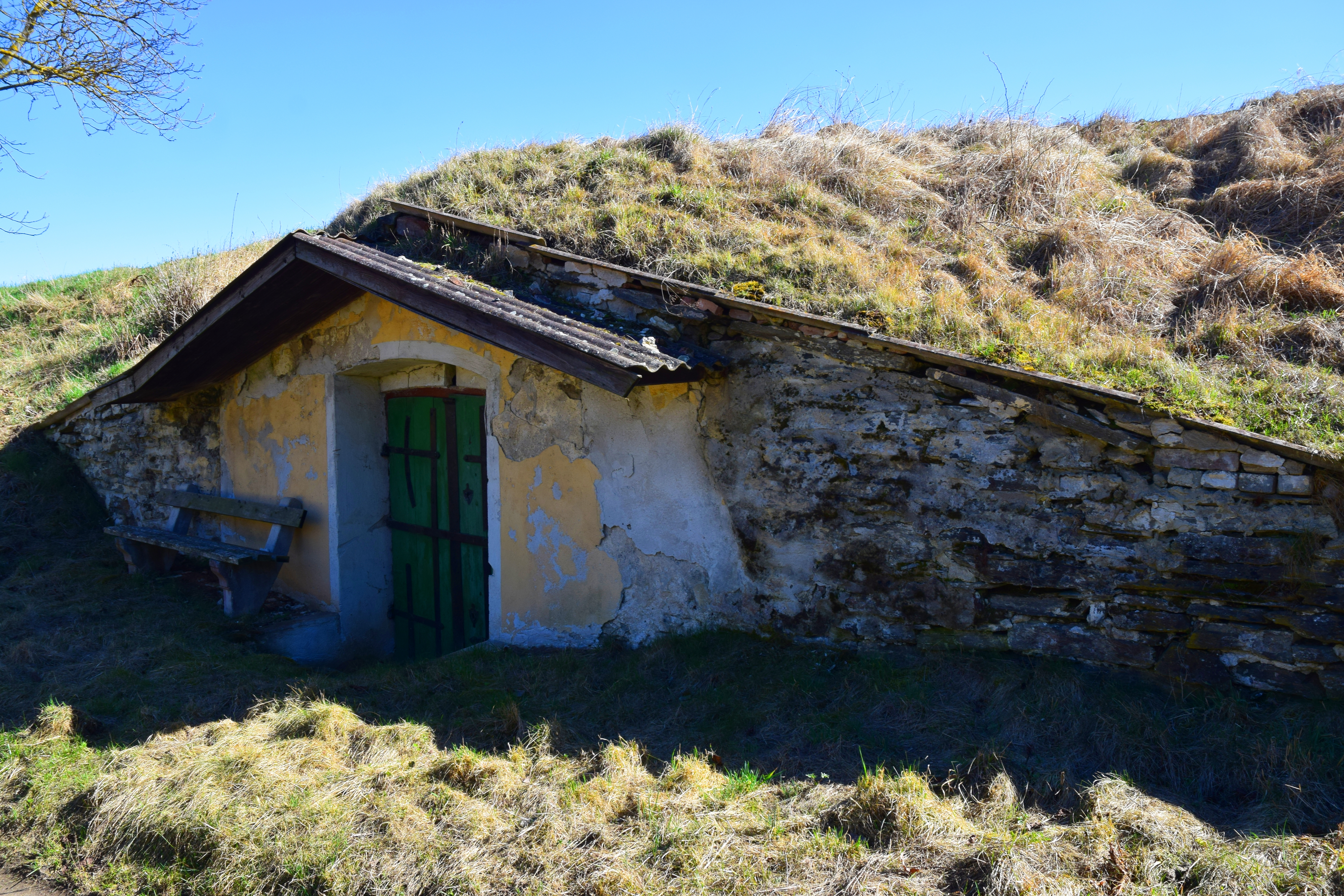
Kellergasse Feldweg in Mödring

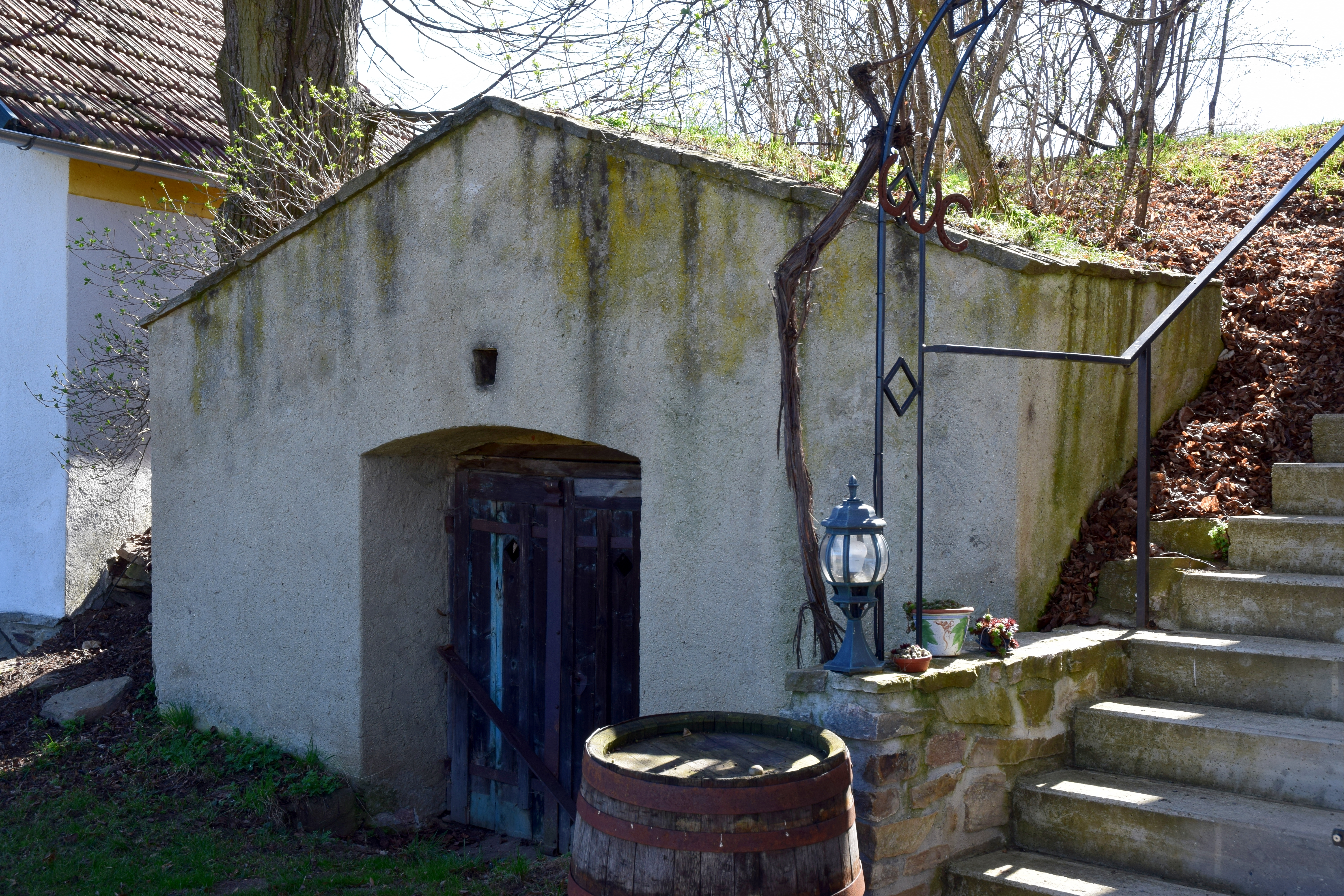
Kellergasse an der Straße Richtung Horn in Mödring

- Alte Pfarrkirche St. Stephan: Das älteste in die Gründungszeit des Ortes zurückreichende Bauwerk wurde erstmals um 1050 urkundlich erwähnt. Die ursprüngliche Pfarrkirche hat ein romanisches Seitenschiff, einen gotischen Chor (im 18. Jahrhundert barockisiert) und beachtenswerte Kreuzweggruppen von 1708 an der Außenseite des Chores.
- Neue Pfarrkirche St. Georg: Einschiffiger Renaissancebau mit gotischen Nachklängen, erbaut 1593–1598 als repräsentative evangelische Kirche anstelle eines seit 1367 urkundlichen bezeugten Vorgängerhauses. Der 1880 errichtete Turmhelm wurde dem Turmhelm der Prager Teynkirche nachempfunden.
- Pfarrkirche Mödring hl. Johannes der Täufer
- Piaristenkloster Horn, Piaristenkirche, Piaristenkloster und Piaristenbibliothek: Ehemalige Niederlassung der Piaristen. Die dem Hl. Antonius geweihte Barockkirche wurde von 1658 bis 1662 erbaut. Das mit der Piaristenkirche baulich verbundene Gebäude wurde schon 1590 als Puechheimscher Witwensitz erbaut. 1657 gründeten die Piaristen in diesem Gebäude eine Schule, die sie mit einer kurzen Unterbrechung bis 1872, dem Jahr der Umwandlung in ein Landes-Obergymnasium, betrieben. 1921 erfolgte die Umwandlung in ein Bundesgymnasium, 1961 zog die Schule von diesem Standort in das neu errichtete Gebäude in der Puechhaimgasse. Heute wird dieses ehemalige Schulgebäude als „Kunsthaus Horn“ geführt, im Sommer wird der Arkadenhof von Allegro Vivo, Szene Waldviertel, der Horner Kunst- und Kultur GmbH und anderen Organisationen für Konzerte und Theateraufführungen genutzt. Arkadenhof im heutigen Kunsthaus Horn

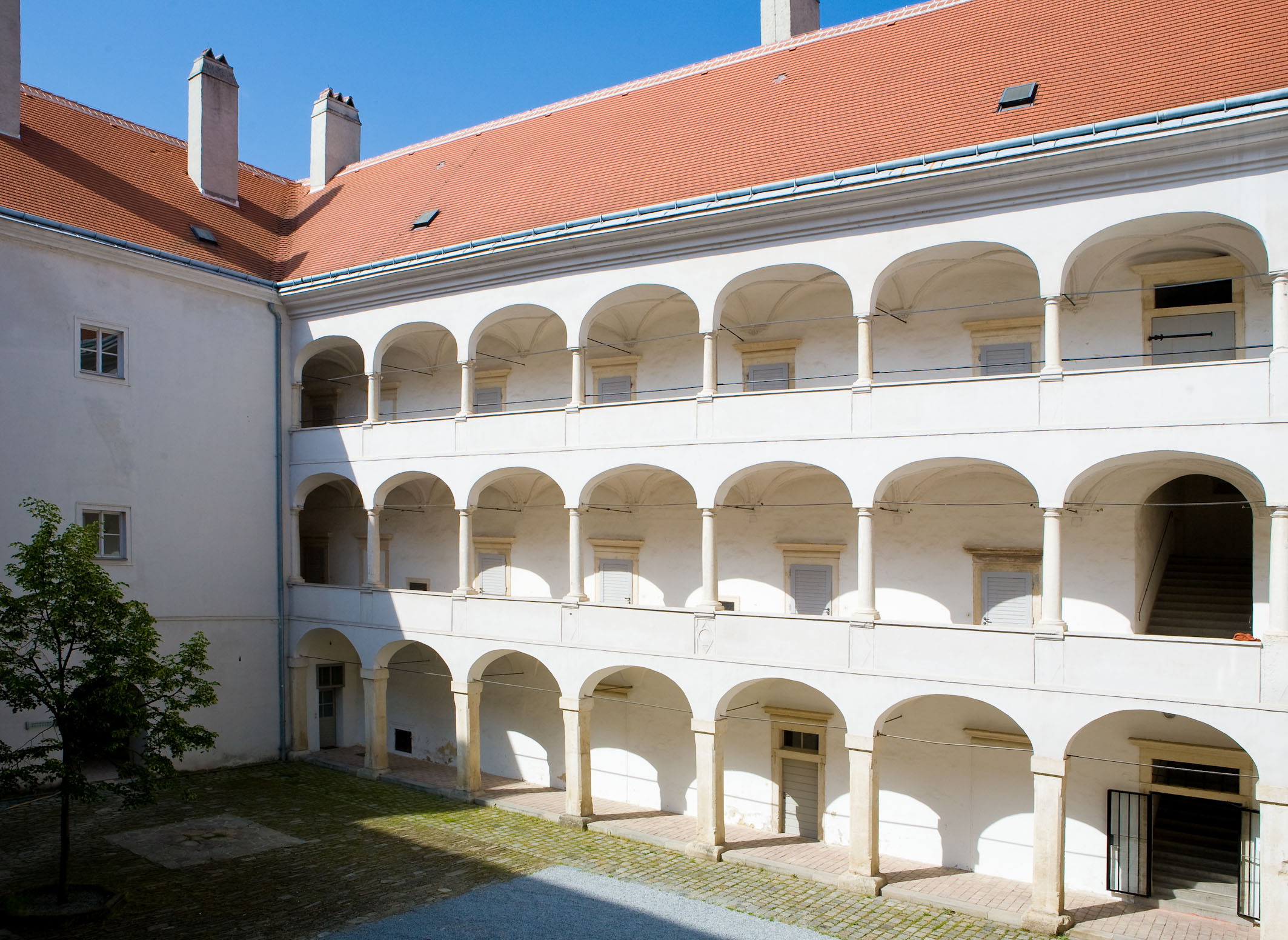
Arkadenhof im heutigen Kunsthaus Horn

- Ehemaliges Bürgerspital: Gestiftet um 1395. Der umfangreiche mehrmals umgebaute Gebäudekomplex beinhaltet auch eine kleine Kapelle aus dem 15. Jahrhundert. Seit 1973 sind hier die Museen der Stadt Horn untergebracht:
- Höbarthmuseum: In dem nach Josef Höbarth benannten und 1930 gegründeten Museum ist eine der bedeutendsten urgeschichtlichen Sammlungen Niederösterreichs zu sehen. Weitere Ausstellungsthemen betreffen die Volkskunde und Stadtgeschichte. Weiters ist eine bedeutende Antikensammlung zu sehen. Eine Dokumentation beschäftigt sich mit dem  Räuberhauptmann Johann Georg Grasel, der im museumseigenen Graselturm inhaftiert gewesen sein soll. Nach seinem Ableben wurde er als eine Art „Robin Hood“ idealisiert. Touristiker der Gegenwart haben Grasel als Attraktion wieder neu entdeckt. Nach dem Tod des Museumsgründers leitete der Prähistoriker Friedrich Berg von 1954 bis 1965 das Höbarthmuseum und setzte die Ausgrabungstätigkeit Höbarths fort. Einer seiner spektakulärsten Funde war der Mammutstoßzahn von Großweikersdorf, den er 1956 bergen konnte. Unter Museumsdirektor Ingo Prihoda übersiedelte das Höbarthmuseum in den Gebäudekomplex des ehemaligen Bürgerspitals, wo das Museum 1973 neu eröffnet wurde. Große historische Sonderausstellungen prägten die neunziger Jahre des 20. Jahrhunderts unter Museumsdirektor Erich Rabl. Die erfolgreichste Ausstellung war 1990 dem Thema „Zwischen Herren und Ackersleuten – Bürgerliches Leben im Waldviertel 1500–1700“ gewidmet, fast 14.000 Besucher sahen die damalige von Gustav Reingrabner wissenschaftlich betreute Ergänzungsausstellung zur Niederösterreichischen Landesausstellung Adel im Wandel auf der Rosenburg. Im Zuge der Vorbereitung der NÖ Landesausstellung 2009 in Horn, Raabs und Telč wurde im Jänner 2008 mit dem Umbau des Höbarthmuseums begonnen; durch einen Zubau im Hof, die Übersiedlung der Waldviertel-Bibliothek in frühere Wohnräume und durch eine Neuaufstellung der Sammlungen soll die Attraktivität des Höbarthmuseums gesteigert werden. Ab Ende August 2008 und im Jahr 2009 wird die historische Sonderausstellung „Adelige Macht und Religionsfreiheit – Der Horner Bund 1608“ trotz Museumsumbau gezeigt. Gustav Reingrabner, seit 1987 für die Horner Museen tätig, hat die wissenschaftliche Leitung übernommen. Seit 2006 liegt die Leitung des Höbarth- und Madermuseums in den Händen von Toni Kurz. Eigentümer der Museen ist die Stadtgemeinde Horn; zur Unterstützung der Museumsaktivitäten besteht ein Museumsverein, dessen Obmann seit 2002 der Horner Apotheker Gilbert Zinsler ist.
- Madermuseum: Es beruht auf einer Sammlung von rund 700 landwirtschaftlichen Maschinen und Geräten, die der ehemalige Kreisbauernführer der NSDAP, Landwirt Ernst Mader zusammengetragen und 1975 der Stadt geschenkt hat.
- Druckereimuseum Fa. Berger Werk I[6]
- Vereinshaus: Begründet von P. Benedikt Frey wurde das Katholische Vereinshaus 1908 feierlich eröffnet. Es wurde als „Ort geselliger Unterhaltungen“ bezeichnet. Ein reges Veranstaltungsprogramm organisierten seit dieser Zeit zahlreiche Horner Vereine aller Sparten. Das Haus wurde seither immer wieder aus- und umgebaut und durch den Zubau eines kleinen Saales ergänzt.

Der Christliche Arbeiterverein, der es bis 1984 führte, konnte den Betrieb in moderner Form nicht mehr weiterführen, viele umfangreiche Reparatur- und Sanierungsarbeiten waren notwendig. Der Gedanke, dass es eigentlich Aufgabe der Gemeinde sein müsste, einen Stadtsaal zu betreiben, setzte sich durch und fand auch im Rathaus Gehör. So wurde im Juni 1985 der Kaufvertrag beschlossen. 1986 billigte der Gemeinderat nach einer Planungsphase den Umbau des Hauses zu einem modernen Veranstaltungszentrum nach Plänen des Wiener Architekten Anton Schweighofer. 1987 wurde mit dem Umbau begonnen, 1989 wurde das neue Vereinshaus feierlich eröffnet.
- Thurnhof: Das ursprünglich „Turmhof“ bezeichnete Gebäude wurde um 1580 fertiggestellt. Den gut erhaltenen Eckerker ziert – gewidmet von Georg von Schönerer –  seit 1881 eine bronzene Gedenktafel, die an die Aufhebung der Leibeigenschaft durch Kaiser Joseph II. im Jahre 1781 erinnert. Heute beherbergt der Thurnhof das Rathaus, die Stadtbücherei und die Bude der Katholischen Österreichischen Studentenverbindung Waldmark Horn.
- Schützenplatz und Stadtpark: Auf diesem Areal befand sich von 1589 bis 1897 der Schießplatz des bis 1977 bestehenden Horner Schützenvereins, der auf eine 400-jährige Tradition verweisen konnte. In dem im Jahr 1900 errichteten Stadtpark befinden sich eine Büste von Friedrich Schiller und ein herrschaftliches steinernes Wappen des Horner Grafengeschlechtes Hoyos-Sprinzenstein.
- Tuchmachersiedlung: In der heutigen Raabser Straße befinden sich Reste der um 1650 von Graf Ferdinand Sigmund Kurz von Senftenau (1592–1659) erbauten Tuchmachersiedlung, einer der ersten frühindustriellen Arbeitersiedlungen Österreichs. Die Siedlung umfasste 30 Häuser in einer ursprünglich beidseitig der Straße gelegenen Verbauung. Die einstöckigen Häuser mit straßenseitiger Stube und traufseitigem Mittelflur sind heute zum Teil stark verändert, zum Teil wurden sie auch abgebrochen und durch Neubauten ersetzt. Bei einigen Häusern jedoch hat sich die ursprüngliche Substanz weitgehend erhalten, teilweise noch mit dem barocken Ziergiebel.
- Altöttinger Kapelle: Für die hauptsächlich aus der Gegend des bayrischen Wallfahrtsortes Altötting stammenden Tuchmacher wurde um 1656 eine der Gnadenkapelle von Altötting nachempfundene Kapelle errichtet, die im 17. und 18. Jahrhundert selbst Wallfahrtsstätte war.
- Schloss Horn:[7] Ein, in einem Park gelegener, großräumiger Bau des 18. Jahrhunderts, in dem das Burgschloss der Puchheimer aus dem Jahr 1539 einbezogen ist. Dieser Herrensitz der Puchheimer war das Zentrum des protestantischen Adels in Niederösterreich. Von dieser älteren Anlage zeugen der Zwinger, die Hofarkaden, der quadratische „Diebsturm“, die Renaissance-Rauchfänge und an der Nordseite, dem Sitz des ehemaligen Landgerichts, die zweigeschoßigen Laubengänge. 1608 vereinigten sich hier die protestantischen Stände zum Horner Bund. Nach 1620, während der Rekatholisierung, kam die Grundherrschaft bis zum Revolutionsjahr 1848 an die katholischen Grafen von Kurz, 1869 an die Grafen von Sprinzenstein und danach an die Grafen von Hoyos-Sprinzenstein.[8]
- Eine Pestsäule
- Sgraffitohaus und andere Bürgerhäuser
- Misson-Denkmal für den Mundartdichter Josef Misson
- Illner-Denkmal für den österreichischen Flugpionier Karl Illner

### Regelmäßige Veranstaltungen
Mai–Juni
- Buchkunst-Biennale[9]
- Horner Festtage

August–September
- Ein Heurigenkirtag
- Internationales Kammermusik-Festival und Akademie Allegro Vivo[10]

September–Oktober
- Theaterfestival Szene Waldviertel (ehemals Szene Bunte Wähne)[11]

Vergangene Großausstellungen
- Die Niederösterreichische Landesausstellung 2009 fand im Piaristenkloster statt und wurde gemeinsam mit der Gemeinde Raabs an der Thaya und erstmals mit einer tschechischen Stadt (Telč) veranstaltet. Das Thema der Ausstellung lautete Österreich. Tschechien. geteilt – getrennt – vereint.

### Filme
Ein kleines Denkmal hat der Regisseur Ulrich Seidl der Stadt Horn, in der er aufgewachsen ist, 1982 mit seinem zweiten Dokumentarfilm Der Ball gesetzt. Seidl zeigt den jährlichen Ball zur Faschingszeit, der vom örtlichen Real- und Aufbaugymnasium ausgerichtet wird, und Vorbereitungen darauf. Ein wichtiges Element dabei sind immer wieder eingefügte Interviews mit verschiedenen Repräsentanten der Gemeinde und Balldebütanten. Der Fokus im gesamten Film liegt auf der sozialen Enge der kleinen Stadt und den Menschen, deren ganze Welt Horn zu sein scheint. Der Film ist an der Hochschule für Musik und Darstellende Kunst Wien entstanden.

### Vereine
Der Waldviertler Heimatbund, ein 1951 gegründeter Geschichtsverein, hat seinen Sitz in Horn. Darüber hinaus gibt es eine Reihe weiterer Vereine, wie etwa einen Amateur-Film- und Videoclub, eine Big-Band-Formation und mehrere Sportvereine. Für Veranstaltungen aller Art steht das 1908 eröffnete Vereinshaus zur Verfügung.

### Sport
- Handball – Spielgemeinschaft mit Waidhofen an der Thaya
- Horner Minigolfverein (MGV Horn)
- Jazztanz
- Leichtathletik
- Sportunion Horn
- SV Horn (Fußball)
- Taekwondo
- Tischtennis
- Turnen
- Union Tennisclub Horn (UTC Horn)
- 1. Union Billard-Club Horn
- Volleyball
- Österreichischer Gebrauchshundesport-Verband (ÖGV) – Ortsgruppe Horn

## Wirtschaft und Infrastruktur
Horn ist zentraler Ort des östlichen Waldviertels und angrenzender Regionen des Weinviertels.
Der Ort ist ein regionales Schul- und medizinisches Zentrum und Einkaufsort. Er ist auch ein wichtiges Einpendelzentrum. Wirtschaftlich dominieren der Dienstleistungssektor (rund 64 % der Arbeitnehmer, persönliche, soziale und öffentliche Dienste, darunter das Krankenhaus mit 600 Beschäftigten) und Bauwesen.
Nichtlandwirtschaftliche Arbeitsstätten, darunter eine Bogen- und Rollenoffset-Druckerei, gab es im Jahr 2001 449, land- und forstwirtschaftliche Betriebe nach der Erhebung 1999 87. Die Zahl der Erwerbstätigen am Wohnort betrug nach der Volkszählung 2001 2850. Die Erwerbsquote lag 2001 bei 46,46 Prozent. Horn hat auch eine Schweineversteigerungshalle.
- Kulturpark Kamptal: In den letzten Jahren wird der Tourismus forciert.

### Unternehmen
- Das im Westen der Stadt angesiedelte Einkaufszentrum Horn erstreckt sich auch auf das Gebiet der Gemeinde Sankt Bernhard-Frauenhofen und hat eine Verkaufsfläche von ca. 32.000 m². Das Einzugsgebiet erstreckt sich auf die Bezirke Horn und Waidhofen an der Thaya sowie standortnähere Teile der Bezirke Zwettl, Krems-Land und Hollabrunn.
- Wichtiges Unternehmen ist die Niederlassung der Baufirma Leyrer + Graf, Gmünd. Weitere bedeutendere Branchen sind eine Großdruckerei, Entwicklung und Herstellung elektronischer Messgeräte (Laserpistolen, Raumfahrttechnik) und Textilindustrie.

### Verkehr
- Straße: Horn liegt an der Waldviertler Straße (B2), Horner Straße (B4), Kamptalstraße (B34) und Böhmerwald Straße (B38).
- Bus: Die Stadt ist Ausgangs- und Zielpunkt zahlreicher regionaler Buslinien des Linienbusunternehmens PostBus. Die Linie 102 (St. Pölten-Waidhofen an der Thaya) des Wieselbusses fährt mehrmals täglich Haltestellen im Stadtgebiet an, weiters gibt es Express-Regionalbusse nach Wien Praterstern.
- Bahn: Die Gemeinde liegt an der Kamptalbahn. Zur Hauptverkehrszeit gibt es einen dichten Takt mit Regionalzügen Richtung Sigmundsherberg und St. Pölten. Sonst gibt es einen Zweistundentakt mit einigen Verstärkern. Die ÖBB betreiben den Bahnhof Horn NÖ und die Bedarfshaltestelle Breiteneich.

### Ämter und Behörden
- Bezirkshauptmannschaft
- Finanzamt
- Bezirksgericht
- Vermessungsamt
- NÖ Agrarbezirksbehörde (Außenstelle)
- Arbeitsmarktservice
- Bezirksstelle der Wirtschaftskammer
- Bezirksstelle der Arbeiterkammer
- Bezirksstelle der NÖ Gebietskrankenkasse
- Bezirksbauernkammer
- NÖ Landarbeiterkammer

### Gesundheit
In Horn gibt es zwei Apotheken, ein Seniorenheim („Stephansheim“), ein Wohnheim der Caritas sowie ein öffentliches Krankenhaus. Dieses wurde 1891 als Kaiser-Franz-Josef-Bezirks-Krankenanstalt mit 34 Betten eröffnet und später mehrfach erweitert. 1993 erfolgte der Umzug in einen Neubau mit 305 Betten. Mit Stand von 2018 verfügt das Landesklinikum Horn über sieben Abteilungen:
- Anästhesiologie und Intensivmedizin
- Augenheilkunde
- Chirurgie
- Frauenheilkunde und Geburtshilfe
- Innere Medizin
- Neurologie
- Unfallchirurgie

### Bildung
- BG/BRG/BAG Horn
- HLW/BFS Horn
- BHAK/BHAS Horn
- HS Horn
- PTS Horn
- Sonderschule Horn
- Musik-, Öko- und Integrationsvolksschule Horn
- Krankenpflegeschule Horn
- Canisiusheim (Seminar für Priesterspätberufene)
- Zivilschutzschule (Niederösterreichischer Zivilschutzverband)
- 2 Bundeskonvikte (Knaben, Mädchen)
- NÖ Landeskindergarten Kurz-Gasse
- NÖ Landeskindergarten Scholz-Straße
- NÖ Landeskindergarten Mödringer Straße
- Kindergruppe Regenbogen Horn
- Musikschule Horn
- Volkshochschule der Stadt Horn
- Europäisches Forschungszentrum für Buch- und Papierrestaurierung

## Politik

### Gemeinderat
Der Gemeinderat hat 29 Mitglieder.
- Nach den Gemeinderatswahlen in Niederösterreich 1990 hatte der Gemeinderat folgende Verteilung: 18 ÖVP, 6 SPÖ, 4 Bürgerforum für Horn und 1 FPÖ.
- Nach den Gemeinderatswahlen in Niederösterreich 1995 hatte der Gemeinderat folgende Verteilung: 17 ÖVP, 6 SPÖ, 3 Bürgerforum für Horn und 3 FPÖ.[14]
- Nach den Gemeinderatswahlen in Niederösterreich 2000 hatte der Gemeinderat folgende Verteilung: 21 ÖVP, 5 SPÖ, 2 FPÖ und 1 Grüne.[15]
- Nach den Gemeinderatswahlen in Niederösterreich 2005 hatte der Gemeinderat folgende Verteilung: 18 ÖVP, 9 SPÖ und 2 Grüne.[16]
- Nach den Gemeinderatswahlen in Niederösterreich 2010 hatte der Gemeinderat folgende Verteilung: 19 ÖVP, 7 SPÖ, 2 FPÖ und 1 Grüne.[17]
- Nach den Gemeinderatswahlen in Niederösterreich 2015 hatte der Gemeinderat folgende Verteilung: 19 ÖVP, 5 SPÖ, 3 FPÖ und 2 Grüne.[18]
- Nach den Gemeinderatswahlen in Niederösterreich 2020 hatte der Gemeinderat folgende Verteilung: 21 ÖVP, 4 SPÖ, 2 Grüne und 2 FPÖ.[19]
- Nach den Gemeinderatswahlen in Niederösterreich 2025 hat der Gemeinderat folgende Verteilung: 16 ÖVP, 5 SPÖ, 5 FPÖ, 2 Grüne und 1 NEOS.[20]

### Bürgermeister
- bis 2010 Alexander Klik (ÖVP)
- 2010–2022 Jürgen Maier (ÖVP)[21]
- seit 2022 Gerhard Lentschig (ÖVP)[22]

### Wappen
Blasonierung:
Blaues Schild, ein silbernes oder weißes Hifthorn mit silberner oder weißer Fessel mit zwei herabhängenden silbernen oder weißen Quasten an dessen Enden.
Das Wappen redet.

## Persönlichkeiten
Söhne und Töchter der Gemeinde
- Leopold Widhalm (1722–1776), Lauten- und Geigenbauer
- Johann Ernst Graf Hoyos von Sprinzenstein (1779–1849), österreichischer Adeliger
- Honorius Burger (1788–1878), Benediktinerpater und Historiker
- Leopold Nagel (1818–1895), Bürgermeister von Klagenfurt
- Rudolf Hoyos (1821–1896), Dichter und Kunstsammler
- Ernst Gudenus (1833–1914), Kämmerer, Gutsbesitzer und Abgeordneter zum Österreichischen Abgeordnetenhaus
- Moriz Schadek (1840–1928), Heimatdichter
- Marie Andree-Eysn (1847–1929), Volkskundlerin, Botanikerin und Sammlerin
- Moriz Winternitz (1863–1937), Indologe, Ethnologe, Professor für Sanskrit und Ethnologie in Prag
- Ludwig Gutmann (1869–1943), Fotograf
- Karl Scholz (1879–1957), bildender Künstler
- Franz Riel (1895–1952), Politiker
- Juliane Ludwig-Braun (1903–1957), Schriftstellerin und Literaturkritikerin
- Hans Hoyos-Sprinzenstein (1923–2010), Nachkomme eines österreichischen Adelsgeschlechtes und Großgrundbesitzer, Besitzer von Schloss Horn
- Ernst Wimmer (1924–1991), marxistischer Theoretiker, mit Ernst Fischer Chefideologe der KPÖ
- Margareta Mommsen (* 1938), deutsche Politikwissenschaftlerin
- Jürgen Herbst (* 1939), Schlagersänger
- Amand Körner (* 1940), Heimatforscher
- Bernhard Görg (* 1942), ehemaliger Politiker und Manager
- Hanns Haas (* 1943), Historiker
- Hermann Maurer (* 1948), Prähistoriker
- Rudolf Weinmann (* 1950), Tischtennis-Nationalspieler und Sportfunktionär
- Alfred Schöls (* 1951), Politiker und Gewerkschafter
- Ulrich Seidl (* 1952), Filmregisseur, Drehbuchautor, Produzent
- Günter Kerbler (* 1955), Investor und Manager
- Jack Hauser (* 1958), Multispartenkünstler
- Andreas Weber (* 1961), Schriftsteller
- Iris Andraschek-Holzer (* 1963), bildende Künstlerin
- Benedikt Felsinger, OPraem (* 1965), Geistlicher, als „Kräuterpfarrer“ bekannt
- Franz Linsbauer (* 1968), Politiker (ÖVP)
- Gernot Wieland (* 1968), Künstler
- Stefan Michael Newerkla (* 1972), Sprachwissenschaftler und Slawist
- Helmut Hofbauer (* 1973), Philosoph
- Jürgen Maier (* 1974), Politiker (ÖVP)
- Nikolaus Newerkla (* 1974), Musiker und Leiter des Quadriga Consort
- Ludwig Schleritzko (* 1978), Mitglied der Landesregierung Niederösterreichs (ÖVP)
- Andrea Wagner (* 1984), Model
- Gabi Hiller (* 1985), Ö3-Moderatorin und -Programmgestalterin
- Eva-Maria Himmelbauer (* 1986), Politikerin und Nationalratsabgeordnete (ÖVP)
- Matthias Zauner (* 1986), Politiker, Bundesrat (ÖVP)
- Christoph Baumgartner (* 1999), Fußballspieler
- Leo Greiml (* 2001), Fußballspieler

Personen mit Bezug zur Gemeinde
- Marie Andree-Eysn (1847–1929), Volkskundeforscherin
- Friedrich Berg (1930–2023), Prähistoriker und Landeskonservator
- Jochen Brockmann (1919–1990), Schauspieler
- Kurt Buchinger (1935–2019), Politiker
- Elfriede Datzig (1922–1946), Schauspielerin
- Karl Docekal (1919–1979), Heimatforscher und Grabungstechniker
- Patricia Engel (* 1961), Restauratorin
- Erich Forstreiter (1897–1963), Historiker, Landesarchivar, später Stadtarchivar von Horn
- Josef Höbarth (1891–1952), Heimatforscher und Museumsgründer
- Markus Hoyos (* 1960), Besitzer von Schloss Horn
- Ernst Karl von Hoyos-Sprinzenstein (1830–1903), Besitzer von Schloss und Herrschaft Horn
- Ernst Karl Heinrich Hoyos-Sprinzenstein (1856–1940), Besitzer von Schloss Horn
- Hans Hoyos-Sprinzenstein (1923–2010), Besitzer von Schloss Horn
- Rudolf Hoyos-Sprinzenstein (1884–1972), Besitzer von Schloss Horn
- Karl Illner (1877–1935), Flugpionier
- Rudolf Kirchschläger (1915–2000), Absolvent des Aufbaugymnasiums Horn (Abschlussjahrgang 1935) und späterer Bundespräsident
- Klemens Kofler (* 1964), Politiker, Mitglied des Bundesrats
- Ferdinand Sigismund Kurtz von Senftenau (1592–1659), Besitzer der Herrschaft Horn.
- Anton Kurz (* 1951), Galerist und Museumsleiter
- Siegfried Ludwig (1926–2013), Angestellter der Bezirkshauptmannschaft und späterer Landeshauptmann von Niederösterreich
- Johann Marihart (* 1950), Absolvent des Aufbaugymnasiums Horn (Abschlussjahrgang 1969), Vorstandsvorsitzender von Agrana
- Wilhelm Miklas (1872–1956), Gymnasialdirektor in Horn (1905–1922) und Bundespräsident
- Josef Misson (1803–1875), Dichter, wirkte als Lehrer in Horn
- Vinzenz Muschinger (16. Jh.–1628), Besitzer der Herrschaft Horn
- Josef Newerkla (* 1948), Autor, Poet und Theaterregisseur
- Paul Peuerl (1570–1625), Komponist, Organist und Orgelbauer
- Ernst Pleßl (1928–2007), Historiker
- Paul Prigl (1921–1988), Politiker, wirkte in Horn
- Herbert Puschnik (* 1944), Historiker, Künstler
- Erich Rabl (* 1948), Lehrer, Historiker, Archivar, Museumsdirektor
- Peter Schnaubelt (* 1964), Lehrer und Autor unter dem Pseudonym Peter Horn
- Franziska Steiner, geb. Blie (1834–1918), Mutter des Anthroposophen Rudolf Steiner
- Mathias Sturmberger (1652–1691), Bildhauer